# Nadela (Lugo)
Nadela es una aldea española situada en la parroquia de Pena, del municipio de Lugo, en la provincia de Lugo, Galicia.

## Localización
Está situado en la carretera N-6 y es conocido por ser un importante nudo de comunicaciones. En las proximidades de la localidad confluyen varias carreteras:
- La autovía A-6 que une La Coruña con Madrid
- La autovía A-54 a Santiago
- La autovía de circunvalación LU-11
- El corredor CG-2.2 a Monforte de Lemos
- La carretera LU-546 a Monforte de Lemos

## Demografía
| Gráfica de evolución demográfica de Nadela entre 2000 y 2020 |
|                                                              |
| Datos según el nomenclátor publicado por el INE.             |